# Fausto Maria Martini

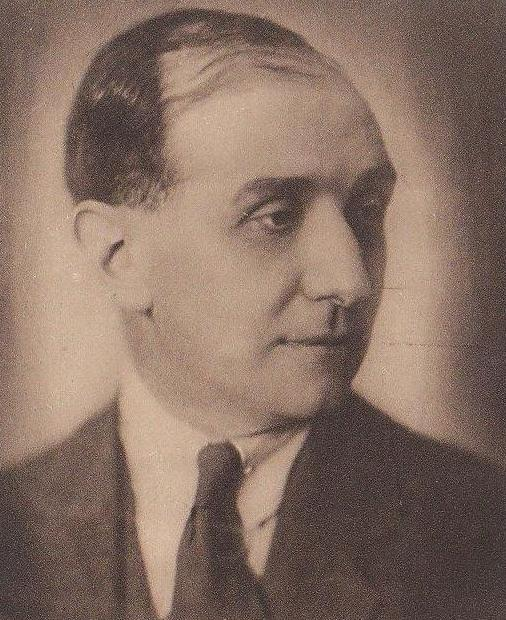
Fausto Maria Martini

Fausto Maria Martini (Rome, 14 april 1886 – aldaar, 13 april 1931) was een Italiaans dichter, prozaschrijver en dramaturg.
Martini raakte tijdens de Eerste Wereldoorlog zwaargewond. Als dichter werkte hij aanvankelijk in de trant van de crepuscolari of 'schemerdichters', een groep Italiaanse dichters die welluidende maar zwaarmoedige, melancholieke werken voortbrachten; dit als reactie op de snelle modernisering in het begin van de 20e eeuw.
Vervolgens schreef hij novellen en romans, die veelal ook een sfeer van nostalgie ademen. Tot zijn romans behoren Verginità (1920) en Il cuore che m'hai dato (1925). 
Door zijn toneelstukken werd hij de belangrijkste vertegenwoordiger van het 'teatro intimista' (theater van de intimiteit). Tot zijn belangrijkste theaterwerken behoren Ridi, Pagliaccio (1919), II fiore sotto gli occhi (1922) en L'altra Nanetta (1923).
- Bibliothèque nationale de France: cb122840054 (data)
- Catàleg d'autoritats de noms i títols de Catalunya: 981058595984506706
- CiNii: DA18554942
- Gemeinsame Normdatei: 119446340
- International Standard Name Identifier: 0000 0000 6122 1721
- Library of Congress Control Number: no98049660
- Nationale Bibliotheek van Tsjechië: xx0031706
- Nationale Bibliotheek van Israël: 987007285016905171
- Nationale en Universitaire bibliotheek Zagreb: 000060121
- Nederlandse Thesaurus van Auteursnamen: 067657079
- Réseau des bibliothèques de Suisse occidentale: 02-A003567576
- Istituto Centrale per il Catalogo Unico: CFIV062595
- Système universitaire de documentation: 031668461
- Virtual International Authority File: 2534112
- WorldCat: E39PBJm4RmjbDvxtw464qV3vpP